# Columbia-ijsveld

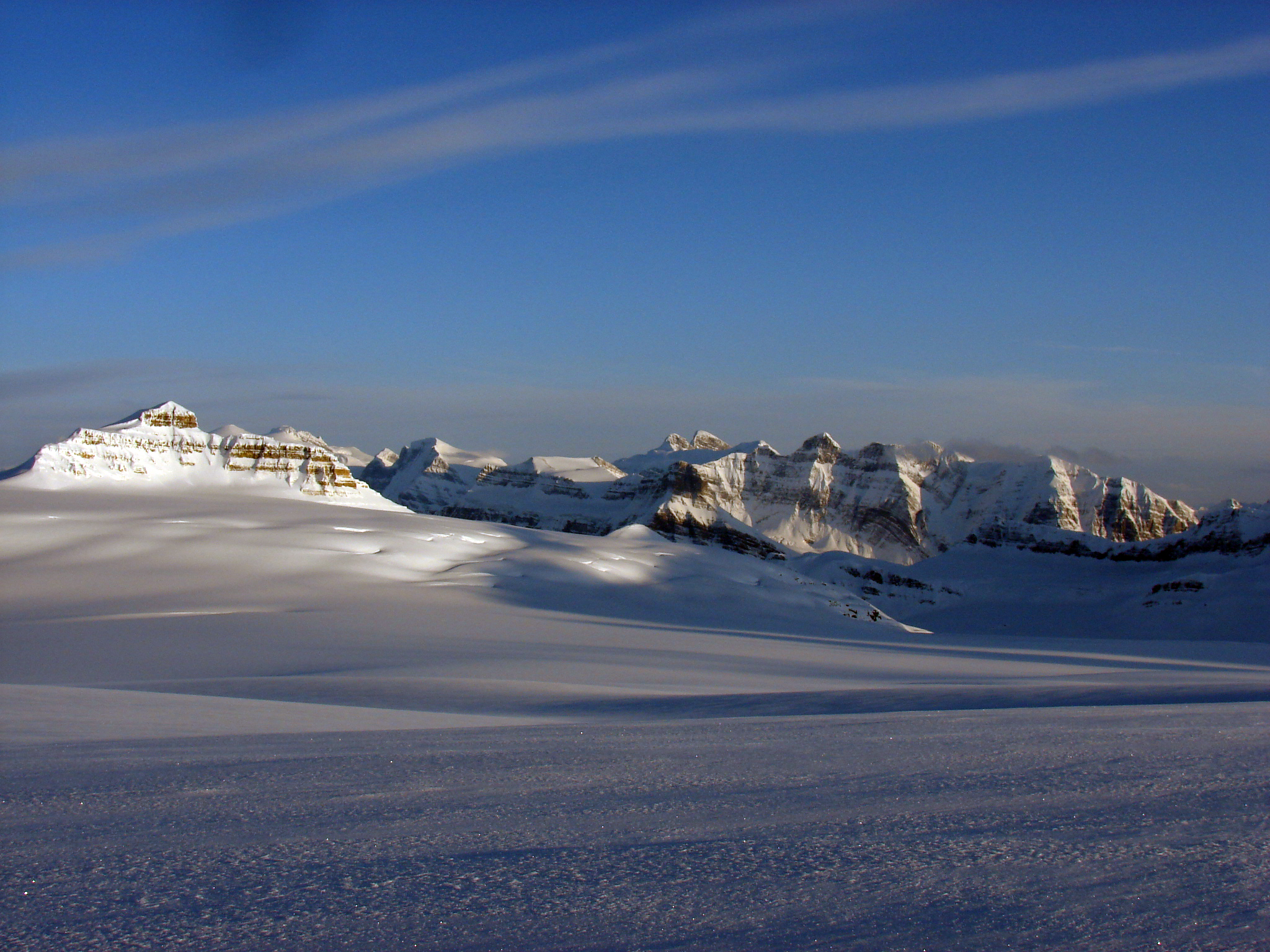
Columbia-ijsveld

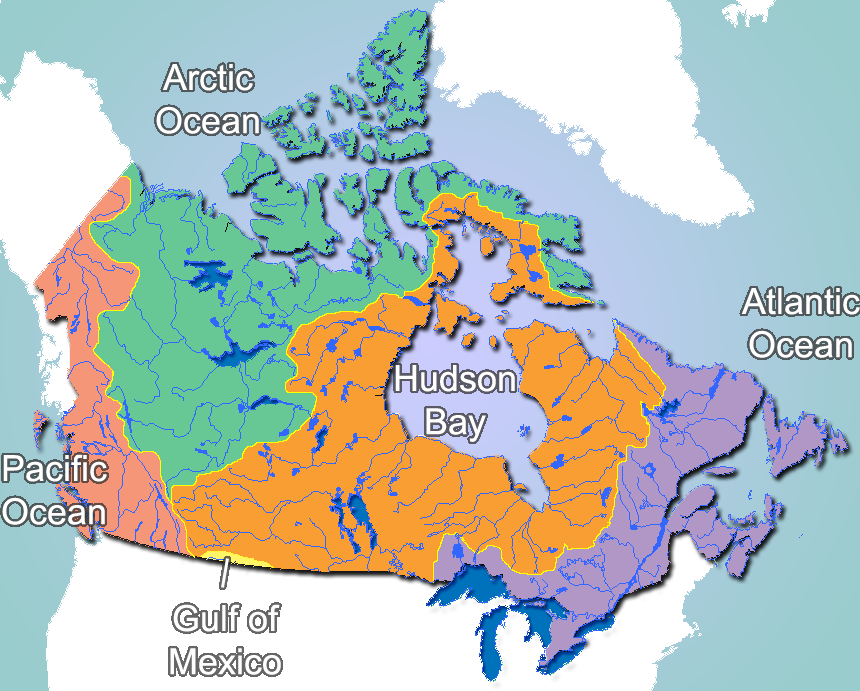
De stroomgebieden van Canada waarvan drie beginnen in het Columbia-ijsveld

Het Columbia-ijsveld (Engels: Columbia Icefield) is een ijsveld in de Canadese Rocky Mountains, aan weerszijden van de Continental Divide van Noord-Amerika: een waterscheiding die loopt van Alaska, door Canada en de Verenigde Staten naar Mexico.
Het Columbia-ijsveld ligt voor een deel in het noordwestelijke deel van het nationaal park Banff en het zuidelijke eind van het nationaal park Jasper. Het heeft een oppervlakte van ongeveer 325 km² en rond de 100 tot 365 meter diepte. Het ontvangt ongeveer zeven meter sneeuwval per jaar.
Het Columbia-ijsveld voedt zes belangrijke gletsjers:
- Athabasca
- Castleguard
- Columbia
- Dome
- Stutfield
- Saskatchewan

De volgende bergen bevinden zich in het gebied:
- Andromeda
(3450 m)
- Athabasca
(3491 m)
- Bryce
(3507 m)
- Castleguard
(3090 m)
- Columbia
(3747 m)
- King Edward
(3490 m)
- Kitchener
(3505 m)
- North Twin Peak
(3684 m)
- South Twin Peak
(3566 m)
- Snow Dome
(3456 m)
- Stutfield Peak
(3450 m)

Een deel van het ijsveld, de Athabasca-gletsjer, is zichtbaar vanaf de Icefields Parkway (Highway 93), een weg die speciaal langs veel natuurschoon in de omgeving is aangelegd. De Athabasca-gletsjer is in omvang sterk afgenomen sinds 1844. Zomers rijden toeristen een deel van de gletsjer op in speciale sneeuwbussen.
Van het Columbia-ijsveld werd voor het eerst melding gemaakt in 1898 door J. Norman Collie en Hermann Woolley nadat zij de eerste beklimming van de berg Athabasca hadden voltooid.
De rivieren Athabasca en de North Saskatchewan vinden hun bron in het Columbia-ijsveld, evenals zijstromen van de Columbia
Gezien het ijsveld zich boven op de Continental Divide bevindt, stromen de verschillende rivieren af naar de verschillende oceanen en zeeën, zoals de Noordelijke IJszee, de Hudsonbaai (en dus de Atlantische Oceaan) en in het zuiden naar de Grote Oceaan.